# لي هاردينغ
لي هاردينغ (بالإنجليزية: Lee Harding)‏ هو مغني أسترالي، ولد في 8 يونيو 1983.

## وصلات خارجية
- لي هاردينغ على موقع IMDb (الإنجليزية)
- لي هاردينغ على موقع ميوزك برينز (الإنجليزية)